# دیه‌گو پویت
دیه‌گو پویت (انگلیسی: Diego Poyet؛ زادهٔ ۸ آوریل ۱۹۹۵) ورزشکار اهل اروگوئه است.
از باشگاه‌هایی که در آن بازی کرده‌است می‌توان به چارلتون اتلتیک، وستهام یونایتد، باشگاه فوتبال هادرسفیلد تاون، باشگاه فوتبال میلتون کینز دونز و چارلتون اتلتیک اشاره کرد.
وی همچنین در تیم‌های ملی فوتبال England U16 England U17 Uruguay U20 بازی کرده است.